# ベテキン
ベテキン（モンゴル語: Betekin、生没年不詳）とは、モンゴル帝国に仕えた将軍の一人で、ナイマン部の出身。漢字表記は『元史』では別的因(biédeyīn)と表記される。

## 概要
チャウスの高祖父はモンゴル部のチンギス・カンとモンゴル高原の覇権を争ったタヤン・カンで、ナイマン部の王族の家系であった。1204年の戦いでナイマン部が崩壊すると、タヤン・カンの息子クチュルクとその息子チャウン（敞温）は西方の西遼に亡命したが、その西遼もモンゴル帝国制圧され、これ以後チャウンの息子チャウスはモンゴル帝国に仕えるようになった。チャウスは主に将軍として金朝との戦いに従事しており、その間息子のベテキンは祖母の康里（カンクリ）氏とともに三皇后の宮庭で育てられた。その後、1248年に父チャウスが亡くなると、ベテキンは母の張氏に引き取られて育てられた。
1254年（甲寅）、新たに東アジア方面軍の司令官に任じられたクビライの命によってベテキンは父の地位を受け継ぐことになり、副万戸として隨州・潁州を鎮守した。ベテキンは身の丈優れた偉丈夫で、また刀剣の扱いや騎射にも長けていたため、士卒はみな威服したという。
1263年、クビライが帝位継承戦争を制して自らの地位を確かなものとすると、ベテキンも寿州・潁州の屯田府ダルガチに任じられた。この頃、この二州では虎による被害が多発していたが、ベテキンは自らの手で虎に罠をしかけ射殺したので、虎の被害は終息した。また、1276年（至元13年）に信陽に赴任した際にも同様に虎の討伐を行っている。
1279年（至元16年）には常徳路の副ダルガチとなり、そこで李明秀の叛乱に遭った。ベテキンは単騎で叛乱の陣営に乗り込み李明秀を説得したのでベテキンの人柄に威服した李明秀は投降し、叛乱は平定された。1294年（至元31年）には池州路ダルガチとなり、狼の駆除などを行った。その後の事蹟は不明であるがオルジェイトゥ・カーン（成宗テムル）の治世の末まで生存し、81歳という長寿を終えて亡くなった。

## ナイマン王家
- イナンチュ・ビルゲ・ブク・カン（Inančü Bilge Bügü Qan ＞亦難察罕/yìnánchá hǎn,اینانچ بلگه بوکو خان/īnānch bilge būkū khān）
  - ブイルク・カン（Buyiruγ qan ＞不亦魯黒罕/bùyìlŭhēi hǎn,بویروق خان/būīrūq khān）
  - タヤン・カン（Tayang Qan ＞塔陽罕/tǎyáng hǎn,تايانك خان/Tāyānk khān）
    - クチュルク（Küčülüg ＞古出魯克/gŭchūlŭkè,كوچلك خان/Kūchuluk Khān）
      - チャウン（Ča'un ＞敞温/chǎngwēn）
        - チャウス（Ča'us ＞抄思/chāosī）
          - ベテキン（Betekin ＞別的因/biédeyīn）
- ナルクシュ・タヤン・カン（Naruqš Tayan Qan ＞نارقیش تايانك/nārqīsh tāyānk）